# SsangYong Kyron
SsangYong Kyron (укр. Санйонг Кайрон) — середньорозмірний рамний позашляховик південнокорейської компанії SsangYong, що випускався з 2005 до 2017 року .

## Опис

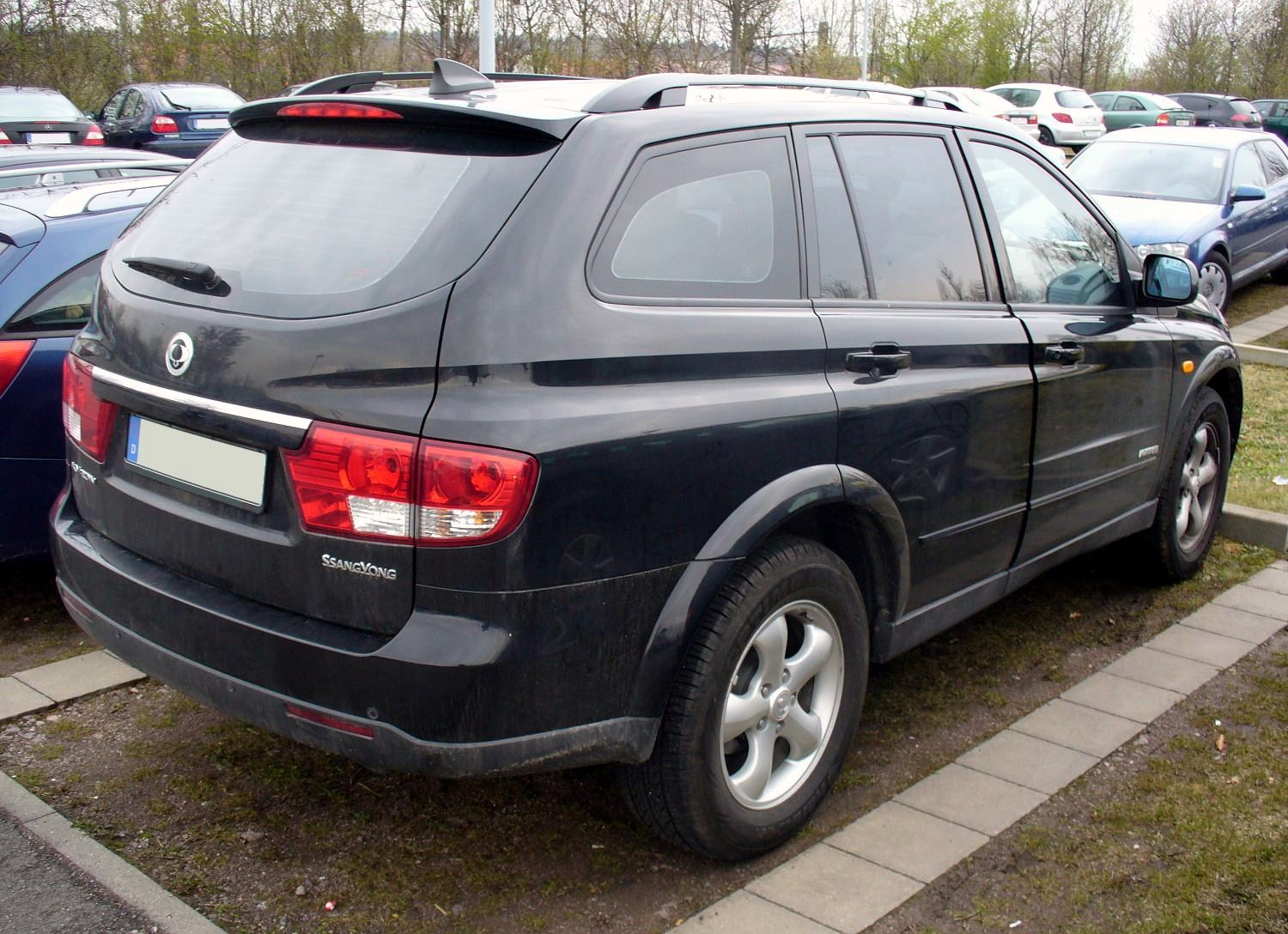
SsangYong Kyron (з 2007)

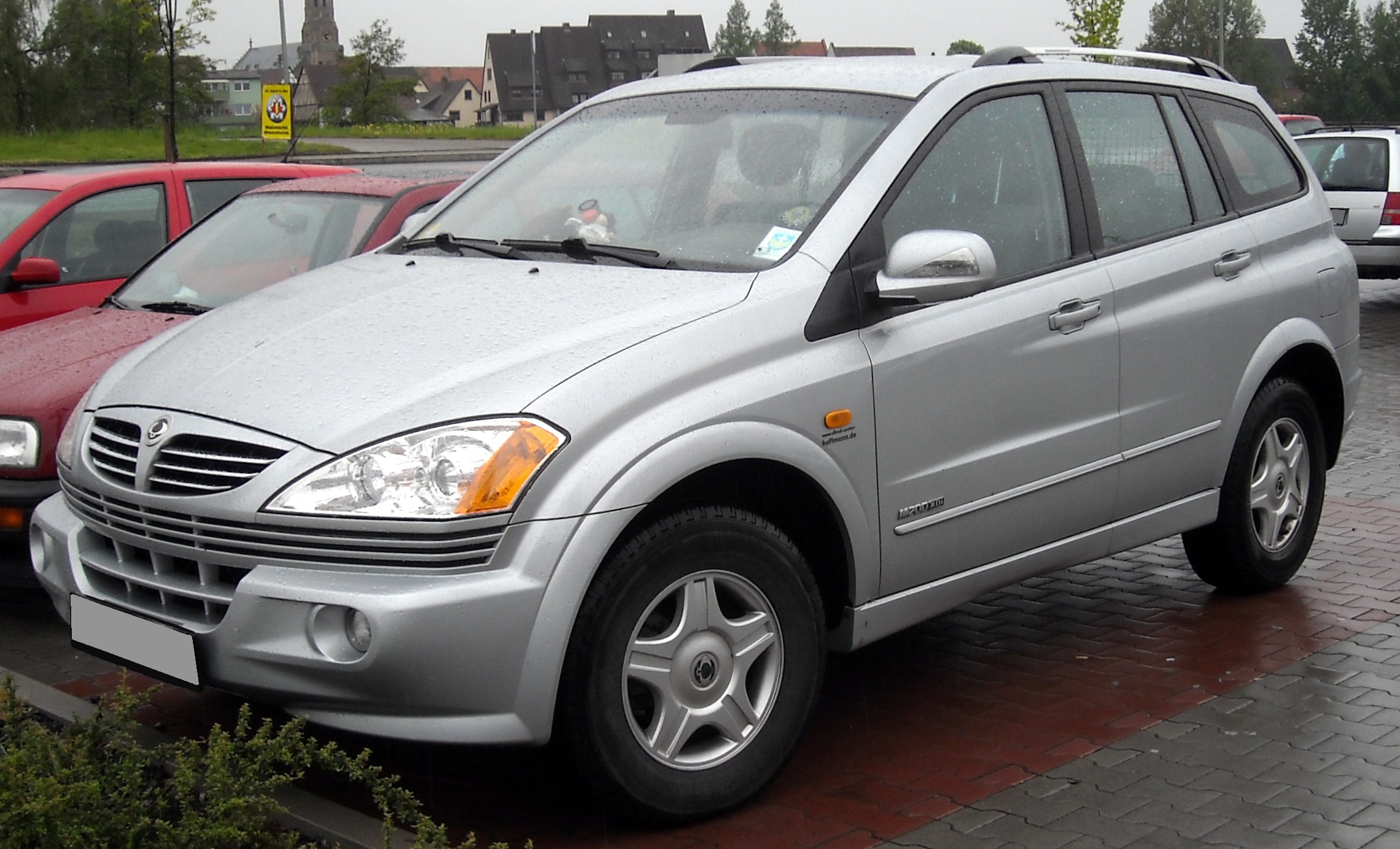
SsangYong Kyron (2005—2007)

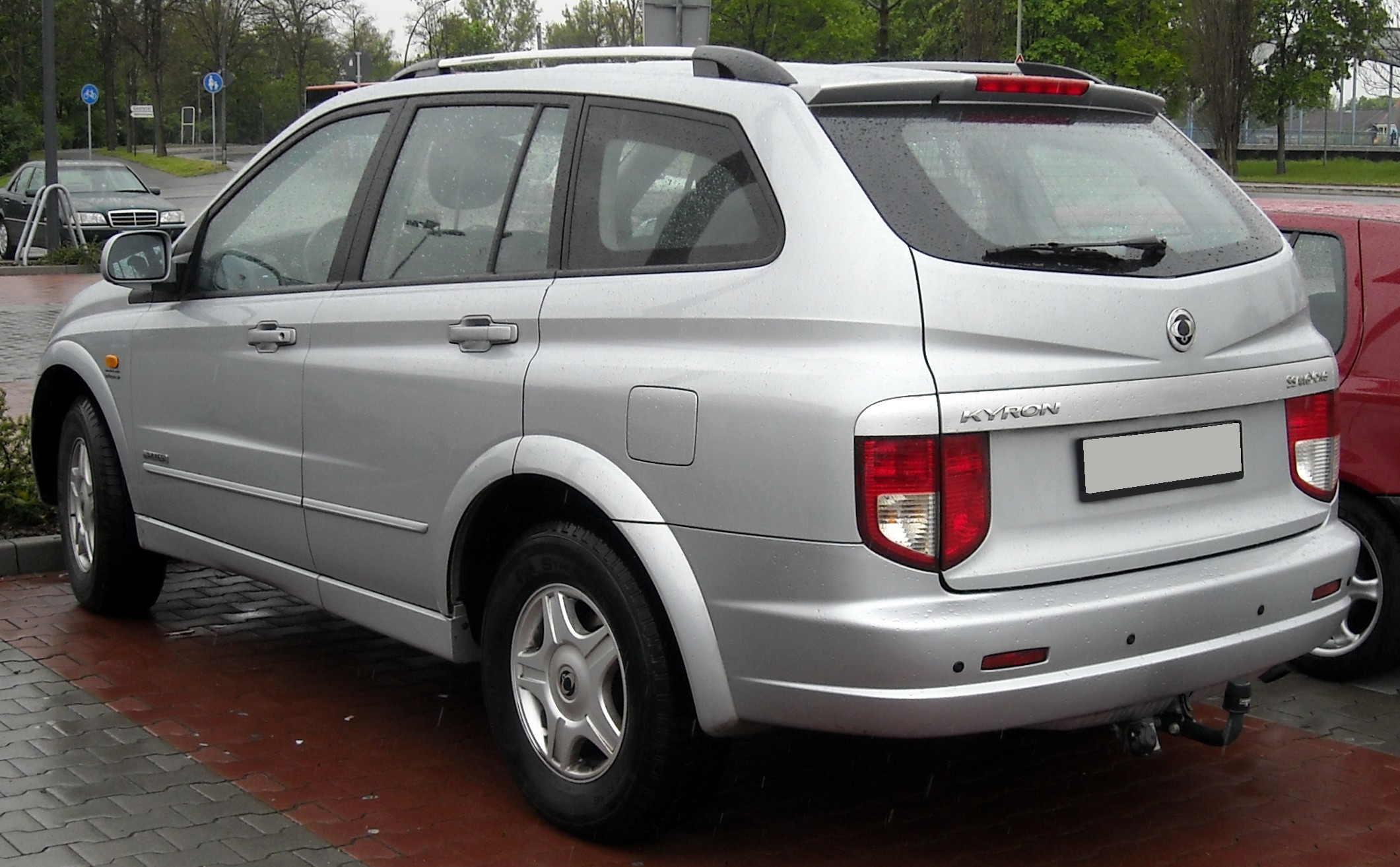
SsangYong Kyron (2005—2007)

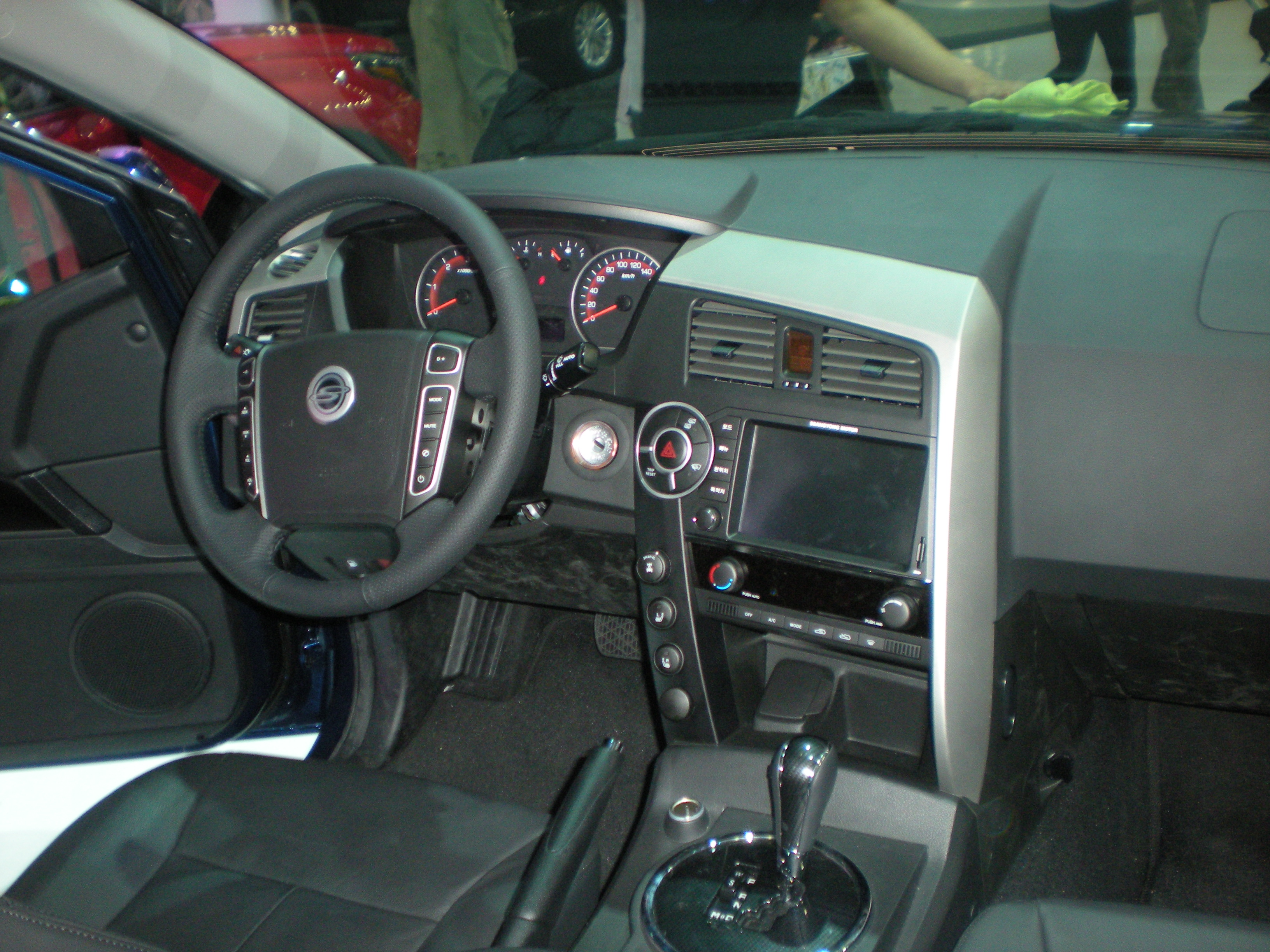

SsangYong Kyron побудований на тій же платформі, що і Actyon, однак, відрізняється від соплатформенного позашляховика зовні і в оформленні інтер'єру.
В 2007 році був проведений рестайлінг автомобіля, що торкнулася передню частину кузова, в тому числі світлотехніку, і колірну гамму салону.
SsangYong Kyron оснащається 2,3-літровим бензиновим двигуном (150 к.с.) і турбодизелями 2,0-літра (141 к.с.) та 2,7-літра. Крім механічних коробок передач, позашляховики комплектувалися 5-ступінчастими АКПП, зараз комплектуються 6-ступінчастими АКПП з можливістю ручного перемикання.
Силовий агрегат SsangYong Kyron розташований попереду подовжньо. Повний привід реалізований за системою Part Time, без міжосьового диференціала. У передньому мості розміщений простий вільний симетричний диференціал, задній диференціал не блокується, але є комплектація з автоматичним блокуванням. У такому випадку при прослизанні одного із задніх коліс диференціал починає блокуватися, що підвищує властивості машини на бездоріжжі. Водій може безпосередньо впливати на розподіл тяги в трансмісії. На центральній панелі розміщений тумблер управління. Позиція 2Н означає, що ведучі — задні колеса. При перекладі селектора в положення 4Н підключається передній міст, а при виборі позиції 4L в роздавальної коробці активується знижує передача. При зниженій передачі максимально допустима швидкість дорівнює 60 км/год. Через відсутність міжосьового диференціала використання повного приводу на рівній поверхні не допускається.

## Двигуни
| Двигун     | Об'єм    | Циліндри | Потужність                                                              | Крутний момент        | Роки виробництва |
| ---------- | -------- | -------- | ----------------------------------------------------------------------- | --------------------- | ---------------- |
| Бензиновий |          |          |                                                                         |                       |                  |
| G23GP      | 2300 см3 | 4        | 148 к.с. (110) при 5500 об/хв                                           | 214 Нм при 4500 об/хв | 2005-2014        |
| G32GP      | 3199 см3 | 6        | 220 к.с. (162) при 6100 об/хв \|\| 312 Нм при 4600 об/хв \|\| 2007-2014 |                       |                  |
| Дизельні   |          |          |                                                                         |                       |                  |
| D20DT      | 1998 см3 | 4        | 141 к.с. при 4000 об/хв                                                 | 310 Нм при 2700 об/хв | 2005-2014        |
| D27DT      | 2696 см3 | 4        | 151 к.с. при 4000 об/хв                                                 | 340 Нм при 2700 об/хв | 2005-2014        |